# Carlo Piterà
Carlo Piterà (Sellia Marina, 25 luglio 1955) è un pittore italiano.

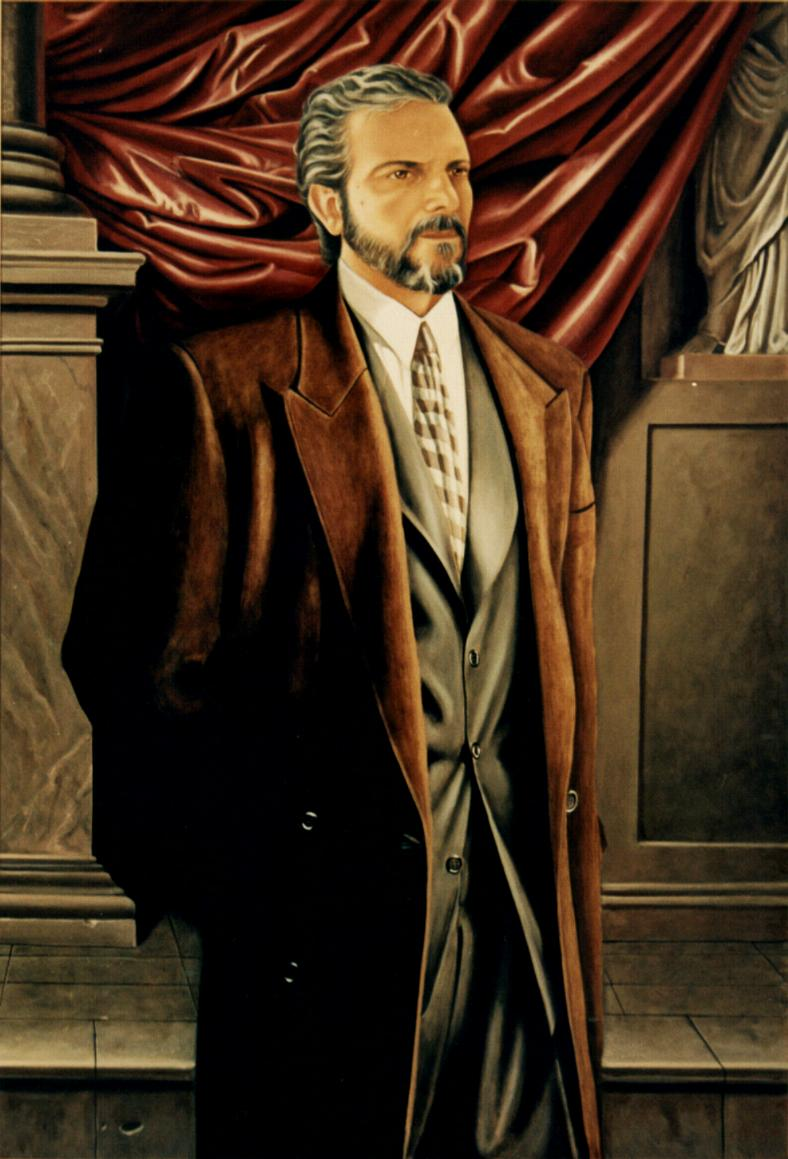
Autoritratto (1998), Carlo Piterà, olio su tavola cm 118x172

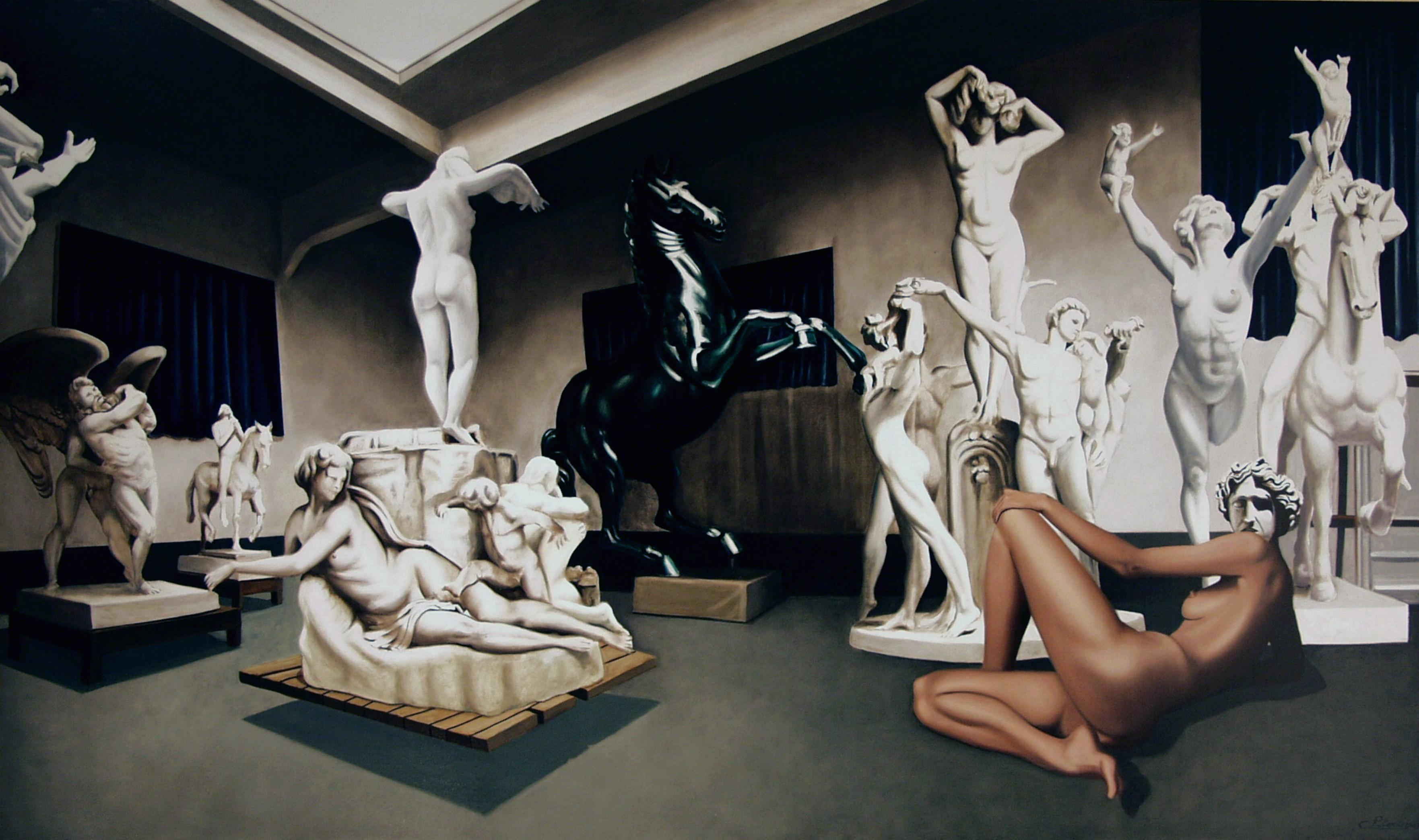
Atelier 5 (2003), Carlo Piterà, olio su tavola cm 150x253

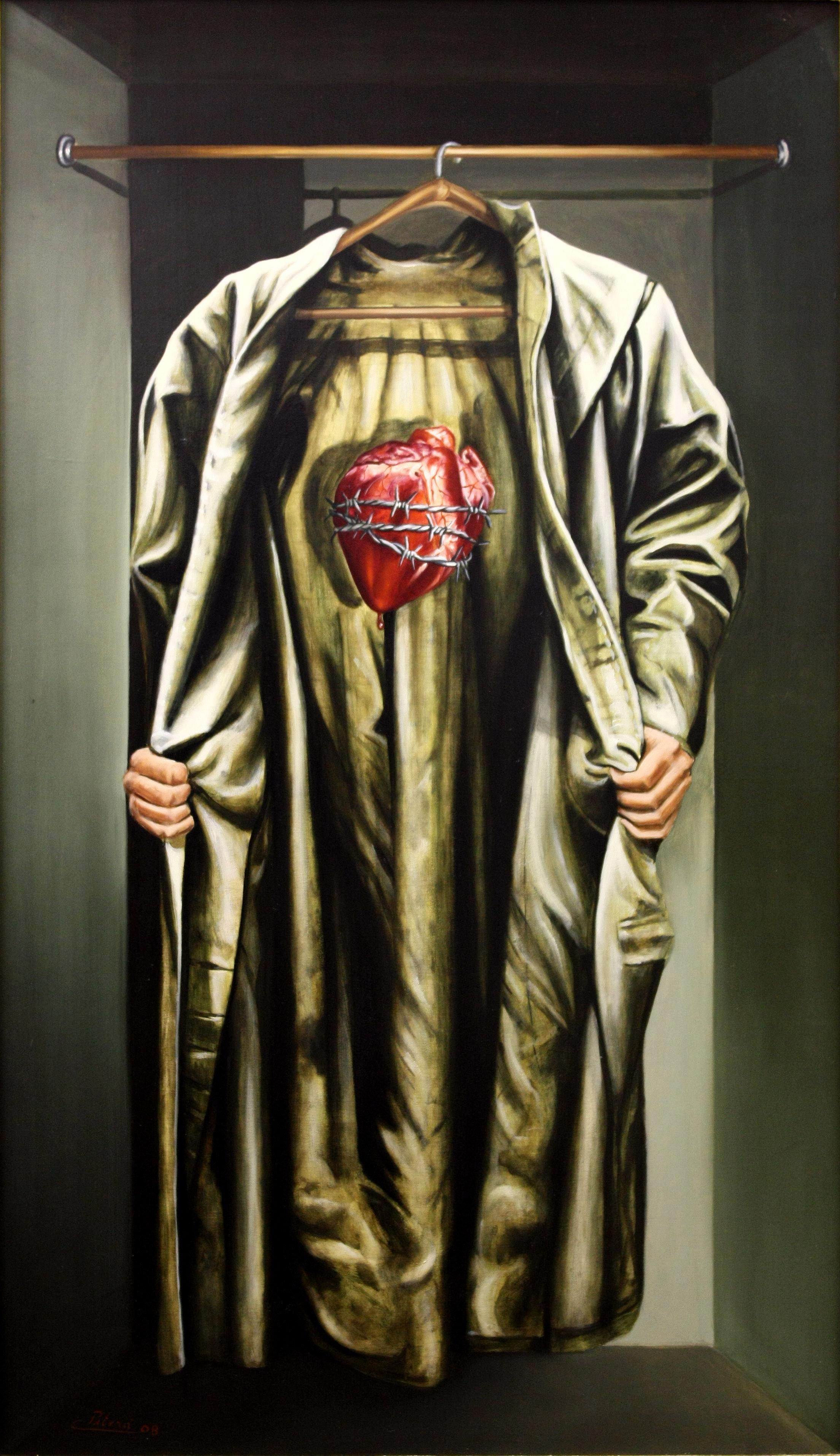
Amor perduto (2008), Carlo Piterà, olio su tavola cm 82x141

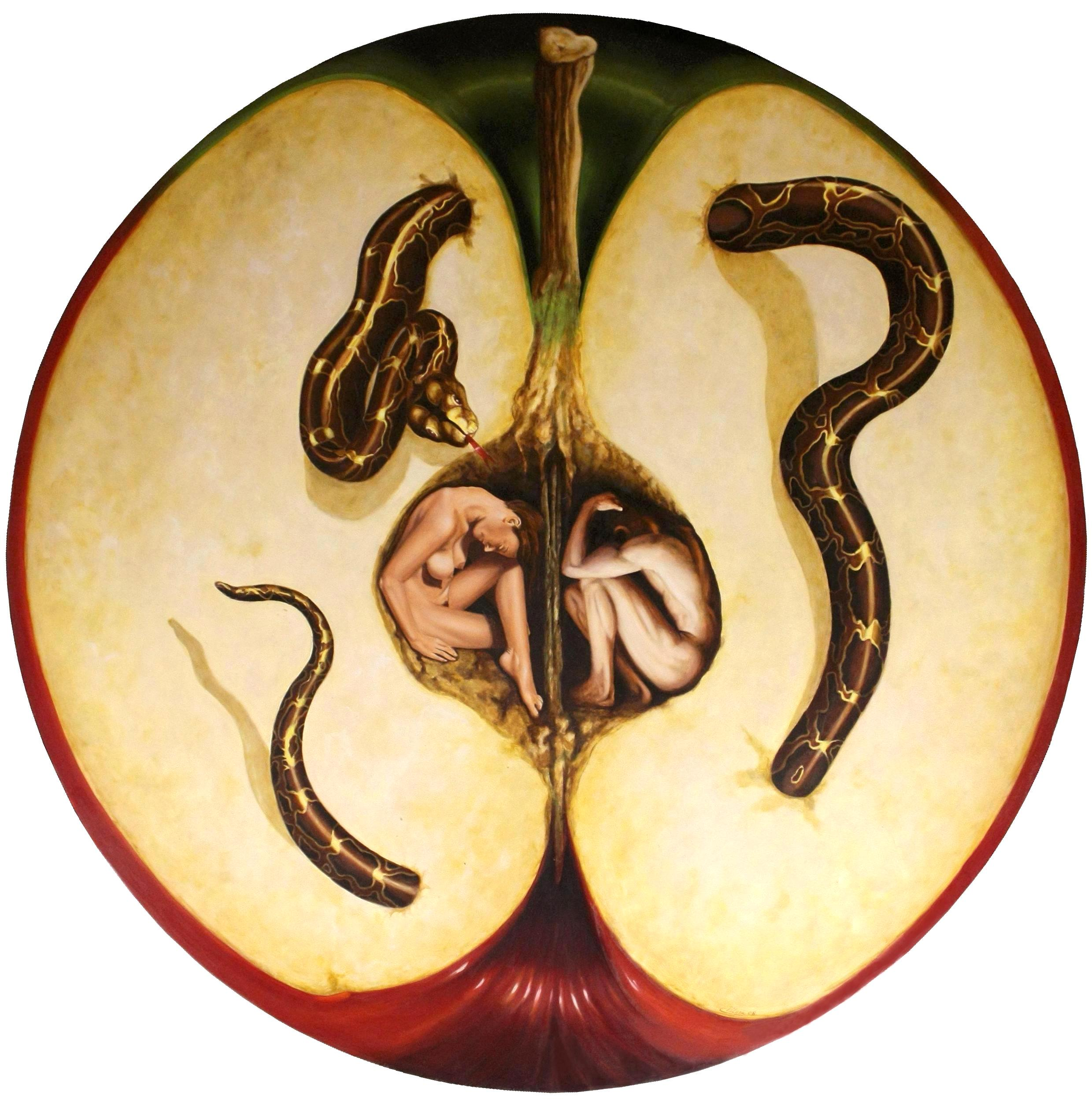
I Semi del Peccato (2008), Carlo Piterà, olio su tavola cm 200

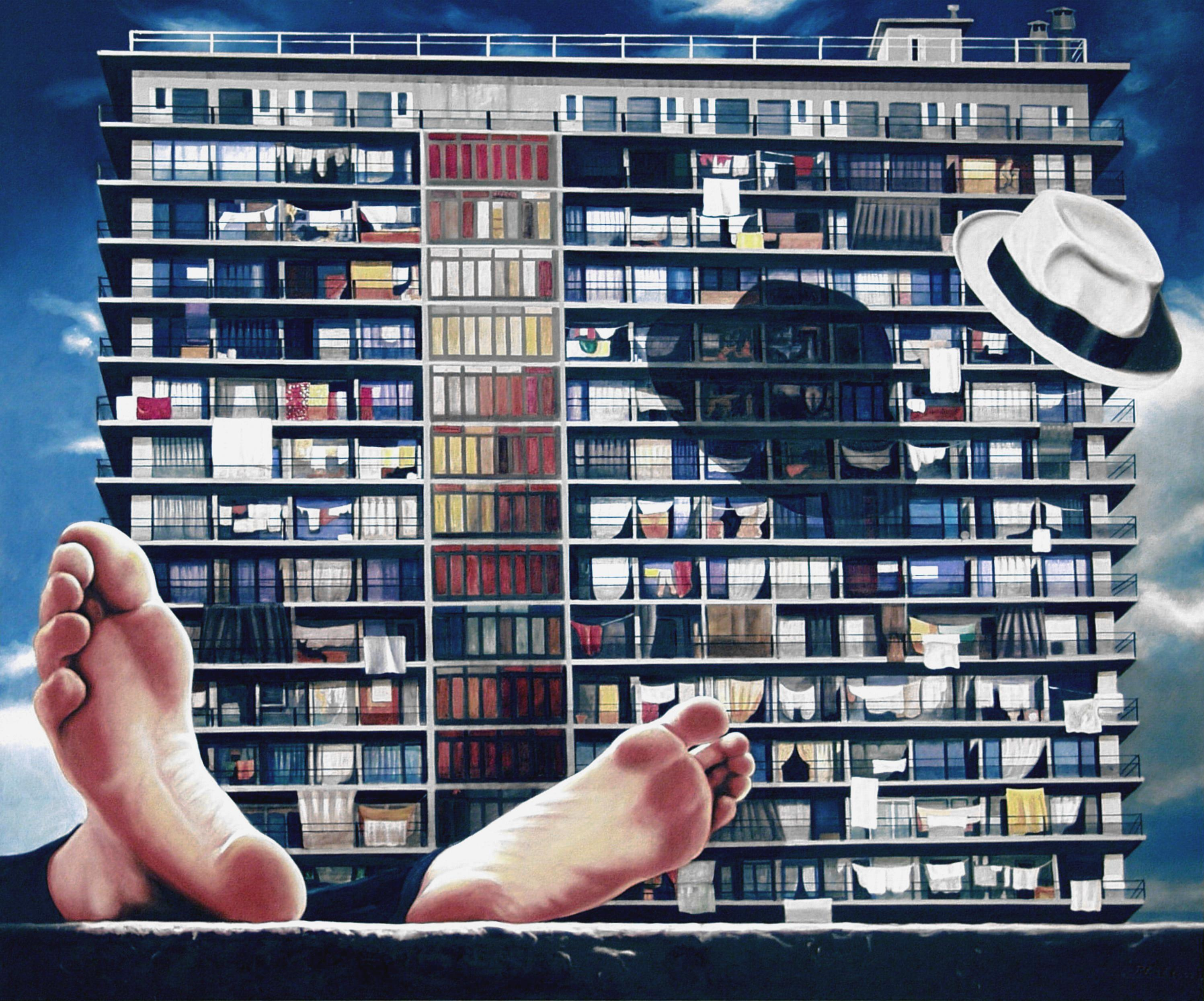
Habitat (2002), Carlo Piterà, olio su tavola cm 162x195

Il suo metodo sottolinea tecniche della pittura dei Maestri del Rinascimento con citazioni dal Surrealismo storico.

## Biografia
Carlo Piterà nasce a Belcastro, in provincia di Catanzaro, ma nel 1956 si trasferisce con la famiglia a Genova. La sua vocazione artistica risale ai primi anni di scuola, periodo in cui suo padre, custode dei musei di via Garibaldi, lo porta ad ammirare le ricche pinacoteche della città. La precocissima vocazione artistica lo fa premiare a soli sette anni dall'Istituto Nazionale delle Assicurazioni (INA) per un disegno sul tema del risparmio.
L'interesse sempre più forte per la pittura lo induce ad aumentare le visite alle più importanti pinacoteche genovesi per studiare le opere degli Antichi Maestri. A vent'anni si diploma presso l'Istituto Tecnico Statale per Geometri “Michelangelo Buonarroti”. Suo padre spera di farne un architetto. Inizia così gli studi in architettura che abbandona dopo circa due anni per dedicarsi esclusivamente alla pittura, preferendo di gran lunga i pennelli e i colori ad olio.
Autodidatta, negli anni successivi comincia ad interessarsi al figurativo tradizionale e prosegue in una continua maturazione ed elaborazione di idee che lo porterà a considerare come fatto primario il Surrealismo. Si interessa all'anatomia umana, alle leggi del colore, agli equilibri compositivi e al disegno architettonico, unendo così all'estro e all'emotività un solido bagaglio di ricerca ed esperienza formale; per poi passare decisamente alle immagini surreali nelle quali trova più libertà per soddisfare le nuove necessità espressive.Partecipa su invito a numerose e importanti collettive a carattere regionale e nazionale conseguendo successi ed aggiudicandosi importanti premi. Nel 1976, incitato dal fratello ad iniziare un più diretto rapporto col pubblico, presenta la sua prima personale. Scriverà di lui Franca Bissoni in quell'occasione: -La realizzazione si avvale di un'abilità tecnica indubbiamente superiore all'età dell'artista, il quale sembra aver assimilato con profitto la lezione del Surrealismo storico-.
Continuando a dipingere avverte la necessità di una costante verifica e di una continua revisione tecnica ed espressiva. Conseguentemente sospende per qualche tempo le esposizioni riducendosi in un isolamento estremamente utile e produttivo. Nel 1978 e ‘79 riprende l'attività pubblica, ottenendo un grande successo di pubblico e di critica. 
Nel 1986 Pietro Annigoni, apprezzando “le sue fantasie conturbanti e il modo diretto di evidenziarle”, lo incita ad approfondire la ricerca realistica nelle sue opere, ed il critico d'arte Vitaliano Rocchiero lo definisce “padrone assoluto dell'irrealtà nella realtà”. In quello stesso anno incontra il mercante d'arte di Verona Giorgio Ghelfi che gli offre l'opportunità di esporre nelle sue gallerie di Verona e Montecatini Terme pubblicando per l'occasione una monografia con la presentazione critica di Enzo Fabiani. Negli anni successivi la sua ricerca pittorica volge sempre di più allo studio approfondito dei maestri del Cinquecento e Seicento portandolo ad inserire nei suoi lavori riproduzioni del Rubens e del Caravaggio, in un contesto dove il passato ed il presente si manifestano in un unico spazio. 
Nel 2004, affascinato dal simbolismo e dalle Arti Divinatorie, gli riesce un'impresa unica al mondo: dipinge su 78 tavole (100x175 cm cad.) i Tarocchi (22 Arcani Maggiori e 56 Arcani Minori).